# Asian Rugby Championship 2000
El Asian Rugby Championship  de 2000 fue la 17.ª edición del principal torneo asiático de rugby.

## Equipos participantes
- Selección de rugby de China Taipéi
- Selección de rugby de Corea del Sur
- Selección de rugby de Hong Kong (Dragones)
- Selección de rugby de Japón (Brave Blossoms)

## Posiciones
| Pos. | Equipo        | Encuentros | Encuentros | Encuentros | Encuentros | Tantos  | Tantos    | Tantos     | Puntos Totales |
| Pos. | Equipo        | jugados    | ganados    | empatados  | perdidos   | a favor | en contra | diferencia | Puntos Totales |
| ---- | ------------- | ---------- | ---------- | ---------- | ---------- | ------- | --------- | ---------- | -------------- |
| 1    | Japón         | 3          | 3          | 0          | 0          | 164     | 41        | 123        | 6              |
| 2    | Corea del Sur | 3          | 2          | 0          | 1          | 120     | 87        | 33         | 4              |
| 3    | China Taipéi  | 3          | 1          | 0          | 2          | 56      | 123       | -67        | 2              |
| 4    | Hong Kong     | 3          | 0          | 0          | 3          | 47      | 136       | -89        | 0              |

Nota: Se otorgan 2 puntos al equipo que gane un partido, 1 al que empate y 0 al que pierda

## Resultados
| 25 de junio | Corea del Sur | 55 - 19 | China Taipéi |  |  |

| 25 de junio | Japón | 78 - 0 | Hong Kong |  |  |

| 28 de junio | Japón | 55 - 12 | China Taipéi |  |  |

| 28 de junio | Hong Kong | 34 - 36 | Corea del Sur |  |  |

| 2 de julio | Hong Kong | 13 - 25 | China Taipéi |  |  |

| 2 de julio | Japón | 34 - 29 | Corea del Sur |  |  |

| Bandera de Japón     |
| Campeón Japón        |
| Décimo tercer título |